# York (Entdecker)

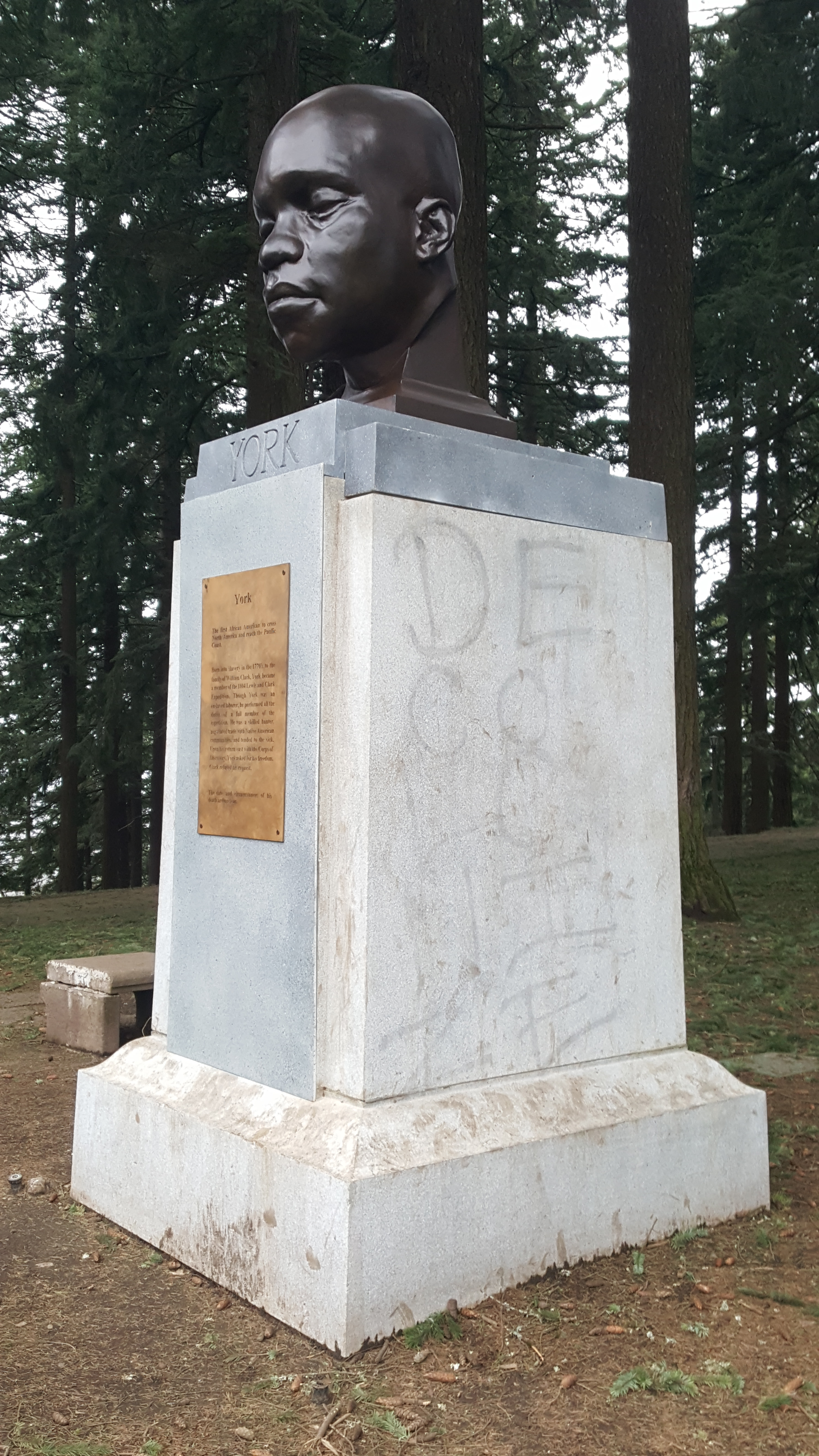
Büste von York im Park Mount Tabor, Portland, Oregon

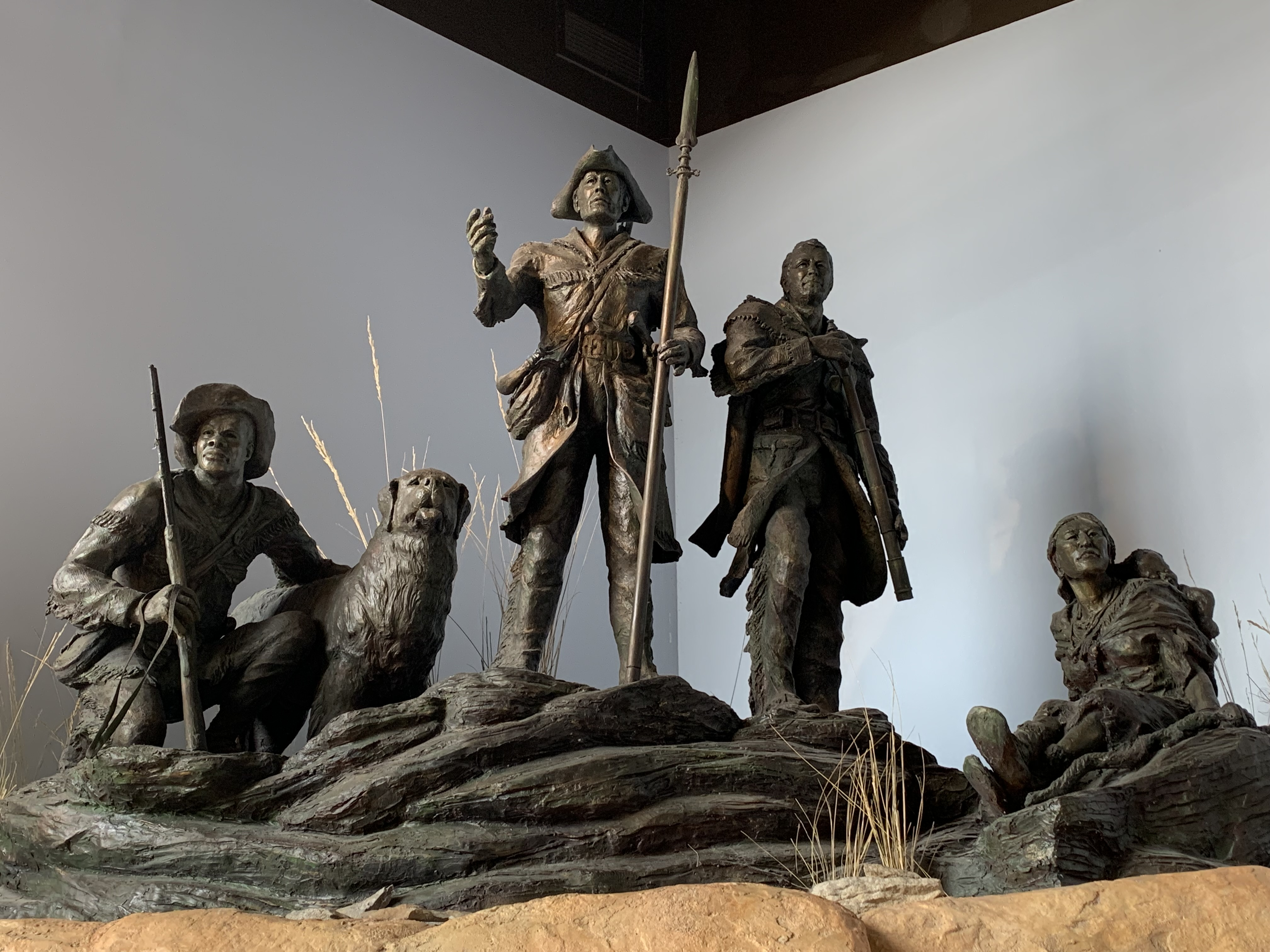
Explorers at the Portage von Robert Scriver, im Lewis and Clark National Historic Trail Interpretative Center, Great Falls (Montana). Von links nach rechts: York mit Gewehr, der Hund Seaman, Lewis, Clark und Sacajawea mit ihrem Baby

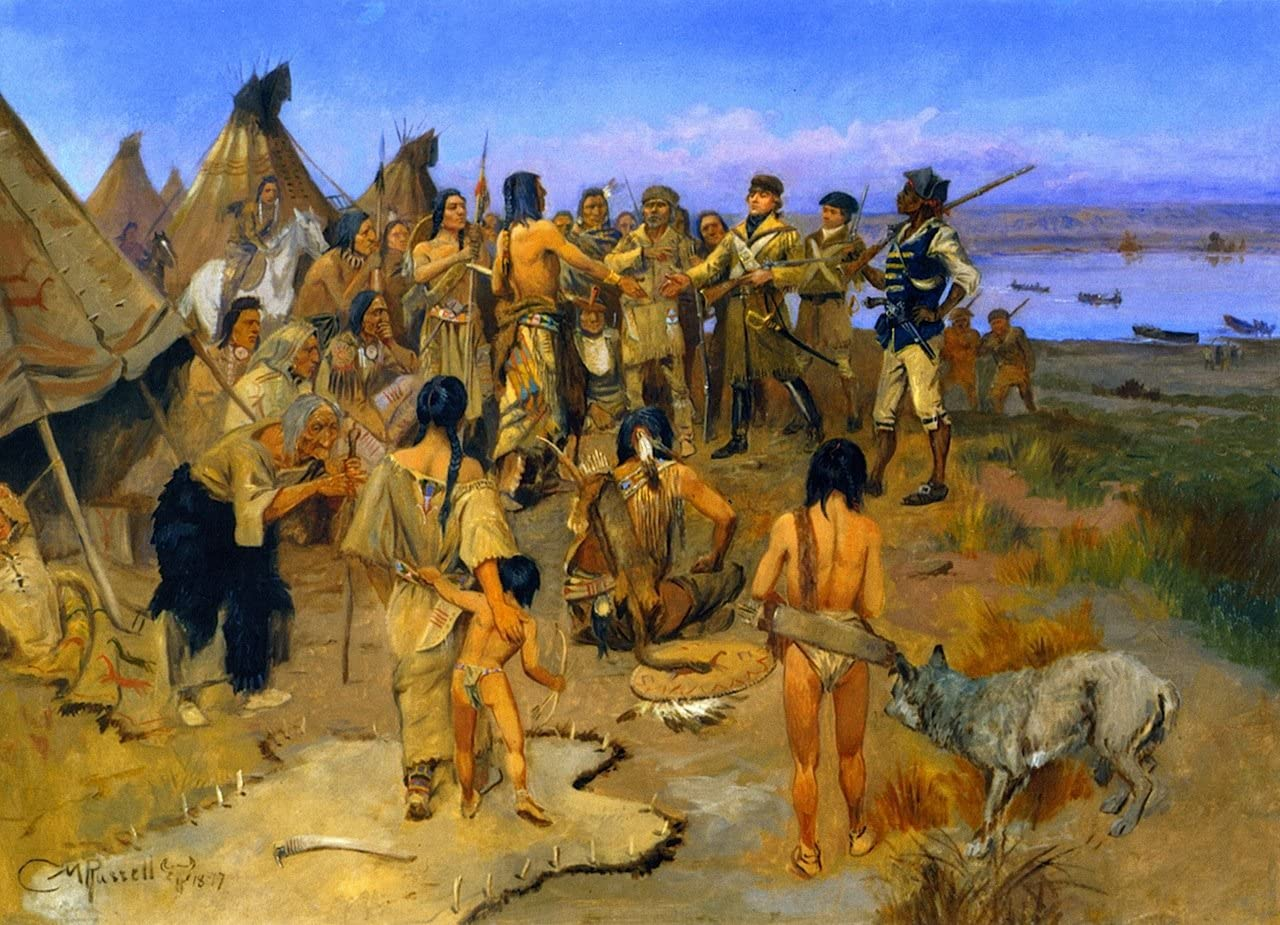
Lewis and Clark meeting the Mandian Indians, Gemälde von Charles Marion Russell, 1897. Von links nach rechts dem Häuptling gegenüber: Lewis, Clark und York. Sacajawea ist mit ihrem Sohn im Vordergrund von hinten zu sehen

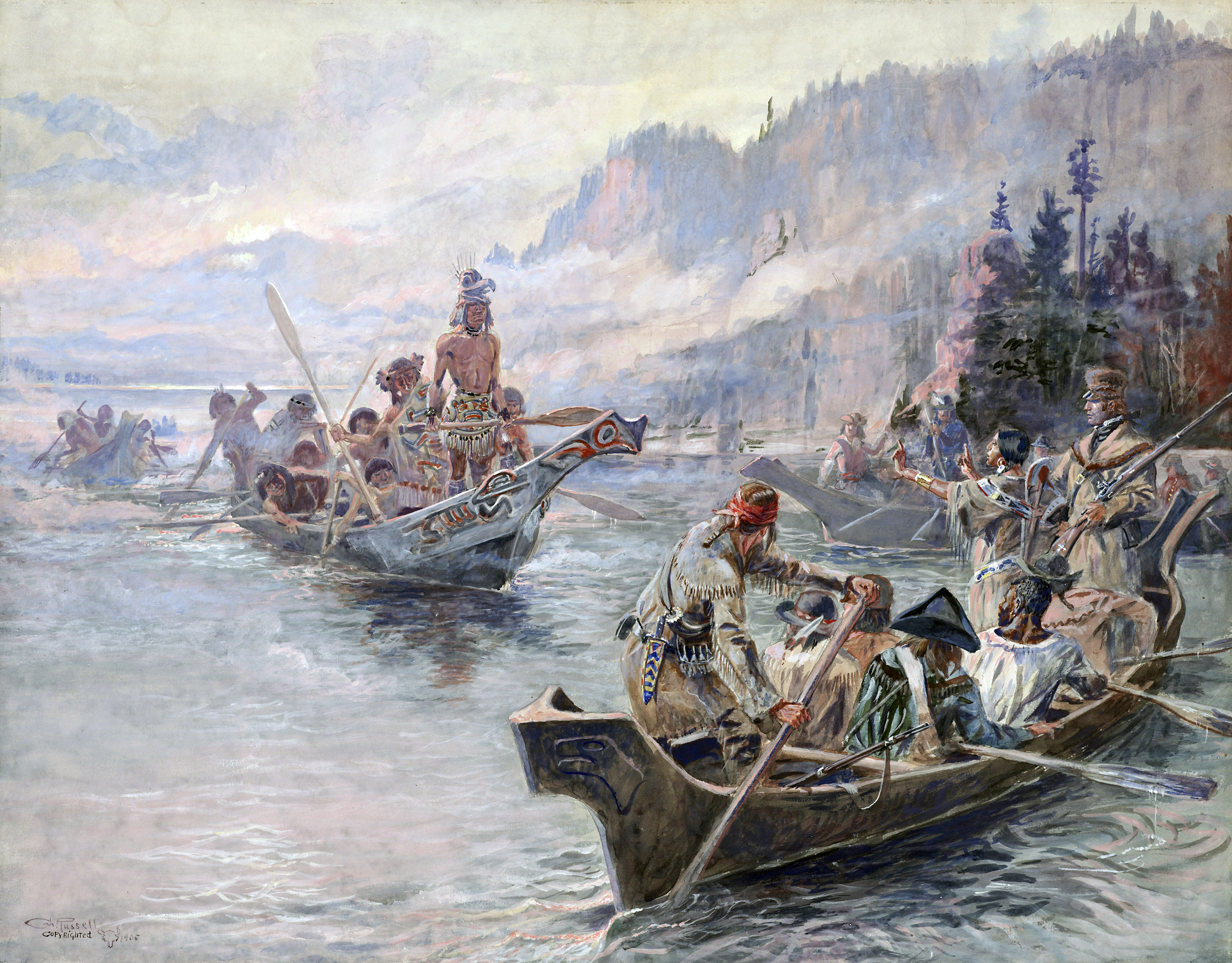
Lewis and Clark on the Lower Columbia, Gemälde von Charles Marion Russell, 1905. York ist auf dem rechten Kanu beim Paddeln zu sehen

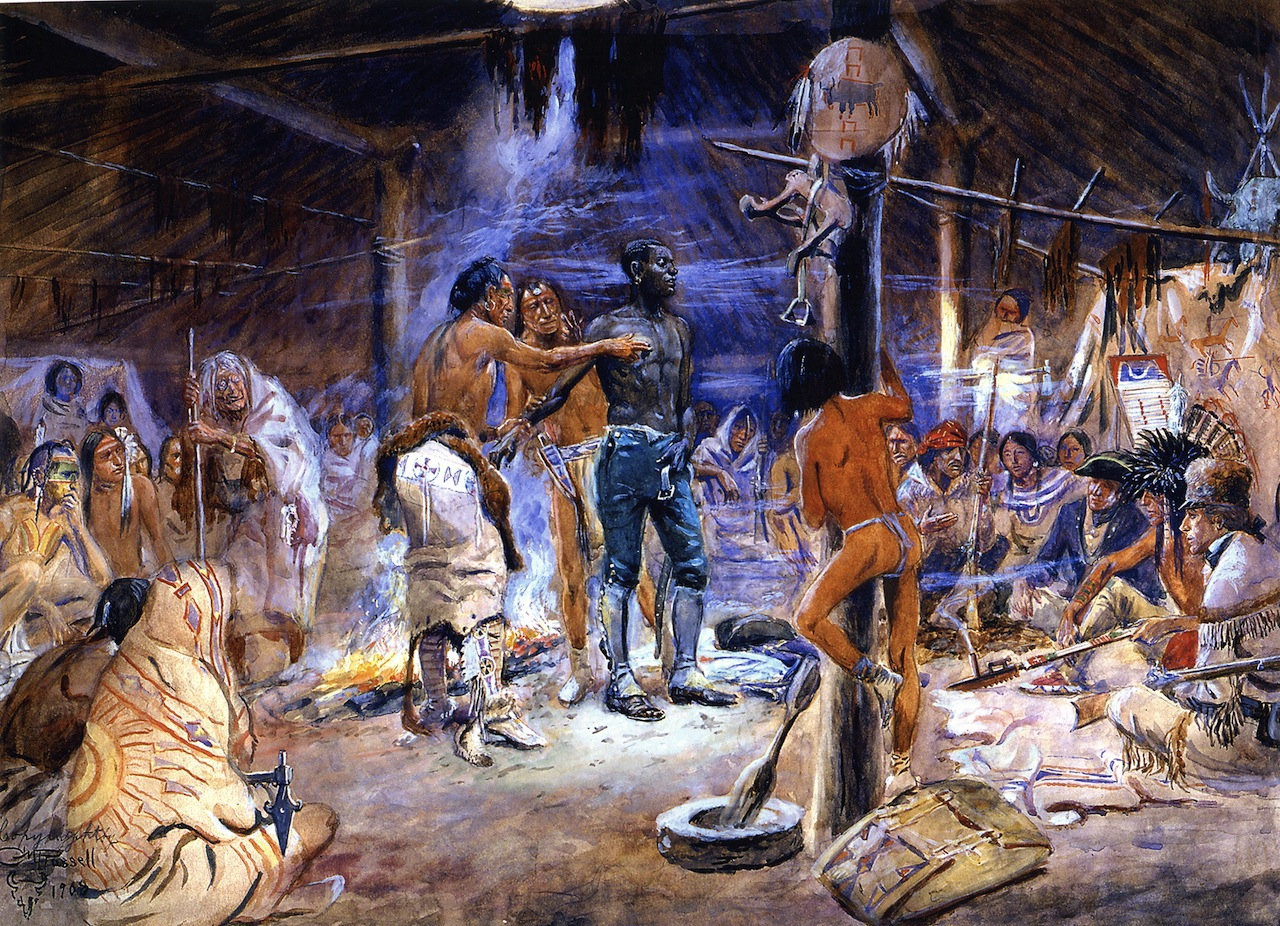
York, Gemälde von Charles Marion Russell, 1908

York (* um 1770 in Ladysmith, Virginia, USA; † nach 1815) war ein US-amerikanischer Entdecker. Er war das einzige afroamerikanische Mitglied der Lewis-und-Clark-Expedition vom 14. Mai 1804 bis zum 23. September 1806 und der erste Afroamerikaner, der den nordamerikanischen Kontinent überquerte und den Pazifik sah.

## Biografie
York wurde in der Nähe von Ladysmith im Caroline County (Virginia) geboren. Er war wie seine Eltern Sklave im Besitz der Familie Clark. William Clarks Vater vermachte ihm York als persönlichen Diener. York war groß gewachsen, stark und hatte eine sehr dunkle Haut. Er war ungefähr in Clarks Alter. Als Sklave hatte er nicht lesen oder schreiben gelernt.

### Die Lewis-und-Clark-Expedition
York nahm in vollem Umfang an der Expedition von Lewis und Clark teil und trug wesentlich zu ihrem Erfolg bei. Die Aufzeichnungen der gut dokumentierten Reise lassen keine rassistischen Vorurteile gegen ihn erkennen: York war bei der Unternehmung den weißen Teilnehmern gleichgestellt. Er konnte schwimmen, was viele Mitglieder der Truppe nicht konnten, durfte ein Gewehr benutzen, was Sklaven normalerweise nicht gestattet war. Wenn eine Entscheidung getroffen werden musste, zählte Yorks Stimme gleichberechtigt mit der der Weißen. Es gab keine der für Sklaven üblichen Bewegungseinschränkungen. York hätte weglaufen können, entschied sich aber dagegen.
Als guter Jäger war York sehr nützlich für die Expedition. Er hielt auch Ausschau nach neuen Arten, eines der Ziele des Unternehmens. Er spielte eine wichtige Rolle bei der schweren Arbeit des Paddelns flussaufwärts, beim Tragen und beim Bau von Schutzräumen. Er half beim Navigieren auf Wegen und Wasserstraßen.
Am spektakulärsten aber war Yorks Wirkung auf die Stämme der Ureinwohner, mit denen die Expedition in Kontakt kam. Den Aufzeichnungen der Expedition zufolge diente Yorks dunkle Hautfarbe der Reisegruppe als eine Art Passierschein; die Eingeborenen waren von solch einem „seltsamen Geschöpf“ äußerst beeindruckt. York war für die indigene Bevölkerung die Hauptattraktion in Lewis’ und Clarks Reisegruppe.
Am 18. November 1805 erreichte York mit Clark nach einem Fußmarsch vom Camp der Expedition den Pazifik am heutigen Cape Disappointment State Park.

### Nach der Expedition
Entgegen der verbreiteten Annahme, Clark habe York unmittelbar nach ihrer Rückkehr freigelassen, blieb York noch mindestens fünf Jahre lang Sklave und Clarks Eigentum. Er begleitete Clark bei dessen feierlichem Besuch in Washington, D.C. im Jahr 1807 und zog mit dessen Familie nach St. Louis, wo Clark seine neue Position als Brigadegeneral der Miliz und Superintendent für Indianerangelegenheiten im neuen Territorium antrat.
York hatte Clark aufgrund seiner guten Dienste während der Expedition um seine Freilassung gebeten. Aus Briefen Clarks an seinen Bruder geht hervor, dass York bereits vor der Expedition verheiratet war. York wollte zu seiner Frau, einer Sklavin mit einem anderen Besitzer, in die Gegend von Louisville zurückkehren, wo Clark und somit auch York vor der Expedition gelebt hatten.
Clark schickte York für einige Wochen zu seinem Neffen nach Louisville. Nach Yorks Rückkehr nach St. Louis empfand Clark ihn als „unverschämt und mürrisch“. Um das zu „heilen“, peitschte Clark York aus. Er steckte ihn im Juli 1809 in den Kerker. Im August hatte Clark beschlossen, ihn „zu verleihen oder zu verkaufen“. Dies ist die letzte Erwähnung von York in Clarks Briefen. In einem Brief aus dem Jahr 1811 von einem Verwandten aus Louisville heißt es: „Ich mag ihn nicht“ und auch, dass der Besitzer von Yorks Frau nach Natchez (Mississippi) ziehen würde. York wurde als Fuhrmann verdingt und führte Lieferungen in Louisville aus; der letzte Hinweis auf ihn stammt aus dem Jahr 1815.

## Andere Berichte über York
Der Schriftsteller Washington Irving berichtete von seinem Besuch bei Clark im Jahr 1832. Clark habe ihm erzählt, er habe York freigelassen, York sei aber mit seiner Freiheit nicht zurechtgekommen. York sei in Tennessee an Cholera gestorben. Diese Aussagen konnten Forscher jedoch nach Prüfung nicht bestätigen.
Der Trapper Zenas Leonard, der von 1831 bis 1835 im wenig erforschten Westen unterwegs war, berichtet in seinen Erinnerungen Narrative of the Adventures of Zenas Leonard, Written by Himself von zwei Begegnungen mit einem schwarzen Mann, der bei den Crow lebte und dort hohes Ansehen genoss. Der Schwarze habe ihm gesagt, dass er erstmals mit der Expedition von Lewis und Clark in diese Gegend gekommen und Jahre später hierher zurückgekehrt sei. Unklar ist, ob dieser schwarze Mann York war.

## Rezeption
Darrell M. Millner, Experte für die Geschichte der Afroamerikaner während der Besiedlung des Westens, unterteilte 2003 die wissenschaftliche Behandlung von York in zwei große Kategorien: „die Sambo-Schule“, die bis vor Kurzem der Haupttrend gewesen sei, und „die Superhelden-Schule“.
Die Sambo-Version von York stellt ihn als glücklichen Sklaven dar, der aber wie alle Sklaven dringend einen weißen Besitzer braucht, der sein Leben besser leitet, als er es selbst könnte. In der Sambo-Tradition ist York nicht heroisch, eine Eigenschaft, die nur Weiße haben können. Seine Rolle wird systematisch auf ein Verhalten reduziert, das als angemessen für einen Afroamerikaner angesehen wurde.
Im Gegensatz dazu hat die Superhelden-Präsentation von York ihn zu einem nahezu übermenschlichen Status erhoben, und seine Beiträge zur Expedition wurden von anderen Teilnehmern nicht übertroffen. Der Superheld York ist das Vorbild schlechthin, ein mutiger, genialer und selbstbewusster Mann, ein sich aufopfernder schwarzer Held, der alle Hindernisse überwindet.
Am 17. Januar 2001 ernannte Präsident Bill Clinton York posthum zum Sergeant ehrenhalber.

## York in Kunst und Kultur (Auswahl)
- Einige der Gemälde und Skulpturen, die York zeigen, sind in diesem Artikel abgebildet.
- 1972: Peter Michaelson: Bestride the Mighty and Heretofore Deemed Endless Missouri: An Essay on the Corps of Discovery, befasst sich unter anderem mit York.
- Seit 1999: Telling York’s Story, Programm des Schauspielers und Schriftstellers Hasan Davis.[12]
- 2002: Uraufführung der Oper York: The Voice of Freedom von Bruce Trinkley (Musik) und Jason Charnesky (Libretto).[13]
- 2005: Uraufführung des Ein-Mann-Theaterstücks York von Bryan Harnetiaux in Zusammenarbeit mit dem afrikanischen Drummer David Casteal.[14]
- Frank X Walker: Buffalo Dance: The Journey of York (2004), gefolgt von When Winter Come: The Ascension of York (2008).[15]